# Piliranova
Piliranova is een kevergeslacht uit de familie van de boktorren (Cerambycidae). De wetenschappelijke naam van het geslacht werd voor het eerst geldig gepubliceerd in 1960 door Breuning.

## Soorten
Piliranova is monotypisch en omvat slechts de volgende soort:
- Piliranova pilipes Breuning, 1960